# Ludivina Menchaca Castellanos
Nohemí Ludivina Menchaca Castellanos (San Buenaventura, Coahuila, 20 de marzo de 1963) es una política mexicana, miembro del Partido Movimiento Ciudadano, fue senadora por Quintana Roo.

## Biografía
Nohemí Menchaca ha sido regidora del ayuntamiento de Benito Juárez, Quintana Roo durante el gobierno municipal de Juan Ignacio García Zalvidea, cuando éste fue destituido por el Congreso de Quintana Roo y un Concejo Municipal ocupó su cargo de julio a agosto de 2005 fue presidenta del DIF Municipal, candidata a diputada al Congreso de Quintana Roo en las Elecciones de 2005, no obtuvo el triunfo y fue nombrada presidenta de la Comisión para la Juventud y el Deporte de Quintana Roo en el gobierno de Félix González Canto, dejó este cargo al ser postulada candidata a senadora en la fórmula de la Alianza por México junto a Pedro Joaquín Coldwell, resultado electa para las Legislaturas LX y LXI de 2006 a 2012. Se desempeñó como secretaria de la Mesa Directiva del Senado de la República.Fue Delegada Federal de la PROFEPA en el estado de Quintana Roo. Actualmente se desempeña como regidora del municipio de Puerto Morelos, en el estado de Quintana Roo.